# マイドゥグリ国際空港
マイドゥグリ国際空港（Maiduguri International Airport）は、ナイジェリアのボルノ州州都マイドゥグリにある空港。

## 就航路線
| 航空会社   | 就航地   |
| ---------- | -------- |
| アリクエア | アブジャ |
| IRS航空    | ヨラ     |